# Natalie Grandin
Natalie Grandin (East London, 27 de fevereiro de 1981) é uma ex-tenista profissional sul-africana.

## Significante finais

### Premier Mandatory/Premier 5 finais

#### Duplas: 1 (1 vice)
| Resultado | Ano  | Campeonato | Piso | Parceira           | Oponentes                     | Placar           |
| --------- | ---- | ---------- | ---- | ------------------ | ----------------------------- | ---------------- |
| Vice      | 2011 | Cincinnati | Duro | Vladimíra Uhlířová | Vania King Yaroslava Shvedova | 4–6, 6–3, [9–11] |

## WTA Tour finais

### Duplas: 12 (1 título, 11 vices)
| Legenda                                      |
| -------------------------------------------- |
| Grand Slam (0–0)                             |
| WTA Tour (0–0)                               |
| Tier I / Premier Mandatory & Premier 5 (0–1) |
| Tier II / Premier (0–0)                      |
| Tier III, IV & V / International (1–10)      |

| Títulos por Piso |
| ---------------- |
| Duro (1–7)       |
| Grama (0–0)      |
| Saibro (0–4)     |
| Carpete (0–0)    |

| Resultado | N.  | Data             | Torneio                                                     | Piso   | Parceira           | Oponentes                                 | Placar                |
| --------- | --- | ---------------- | ----------------------------------------------------------- | ------ | ------------------ | ----------------------------------------- | --------------------- |
| Vice      | 1.  | 26 Setembro 2005 | Hansol Korea Open Tennis Championships, Seul, Coreia do Sul | Duro   | Jill Craybas       | Chan Yung-jan Chuang Chia-jung            | 2–6, 4–6              |
| Vice      | 2.  | 11 Setembro 2006 | Commonwealth Bank Tennis Classic, Bali, Indonésia           | Duro   | Trudi Musgrave     | Lindsay Davenport Corina Morariu          | 3–6, 4–6              |
| Vice      | 3.  | 9 Outubro 2006   | PTT Bangkok Open, Bangkok, Tailândia                        | Duro   | Mariana Díaz-Oliva | Vania King Jelena Kostanić                | 5–7, 6–2, 5–7         |
| Vice      | 4.  | 10 Setembro 2007 | Commonwealth Bank Tennis Classic, Bali, Indonésia           | Duro   | Jill Craybas       | Ji Chunmei Sun Shengnan                   | 3–6, 2–6              |
| Vice      | 5.  | 4 Janeiro 2010   | ASB Classic, Auckland, Nova Zelândia                        | Duro   | Laura Granville    | Cara Black Liezel Huber                   | 6–7(4-7), 2–6         |
| Vice      | 6.  | 26 Setembro 2010 | Hansol Korea Open, Seoul, Coreia do Sul                     | Duro   | Vladimíra Uhlířová | Julia Görges Polona Hercog                | 3–6, 4–6              |
| Vice      | 7.  | 21 Maio 2011     | Internationaux de Strasbourg, Strasbourg, França            | Saibo  | Vladimíra Uhlířová | Akgul Amanmuradova Chuang Chia-jung       | 4–6, 7–5, [2–10]      |
| Vice      | 8.  | 25 Abril 2011    | Barcelona Ladies Open, Barcelona, Espanha                   | Saibro | Vladimíra Uhlířová | Iveta Benešová Barbora Záhlavová-Strýcová | 7–5, 4–6, [9–11]      |
| Vice      | 9.  | 10 Julho 2011    | Poli-Farbe Budapest Grand Prix, Budapeste, Hungria          | Saibro | Vladimíra Uhlířová | Anabel Medina Garrigues Alicja Rosolska   | 2–6, 2–6              |
| Vice      | 10. | 21 Agosto 2011   | Western & Southern Open, Cincinnati, EUA                    | Duro   | Vladimíra Uhlířová | Vania King Yaroslava Shvedova             | 4–6, 6–3, [9–11]      |
| Campeã    | 1.  | 25 Setembro 2011 | Hansol Korea Open, Seul, Coreia do Sul                      | Duro   | Vladimíra Uhlířová | Vera Dushevina Galina Voskoboeva          | 7–6(7-5), 6–4         |
| Vice      | 11. | 26 Maio 2012     | Internationaux de Strasbourg, Strasbourg, França            | Saibro | Vladimíra Uhlířová | Olga Govortsova Klaudia Jans-Ignacik      | 7–6(7–4), 3–6, [3–10] |